# 角川書店
角川書店（かどかわしょてん）は、日本の出版社・KADOKAWAのブランドの一つ。東京都千代田区に事業所を置く。
本項では、ブランドカンパニー化以前の株式会社角川書店（英: Kadokawa Shoten Publishing Co., Ltd.）についても解説する。

## 概要
1945年11月10日、国文学者の角川源義により創業。出版第1号は佐藤佐太郎歌集「歩道」。1949年に「角川文庫」を創刊し、岩波書店の文庫編集者だった長谷川覚を招き入れる。1952年、「昭和文学全集」の成功により文芸出版社としての地位を確立した。1954年4月2日、株式会社角川書店（2019年以降の社名はKADOKAWA Future Publishing、2023年12月以降はKADOKAWA KEY-PROCESS（2代目）、法人番号：1010001013874）を設立。1956年に「角川国語辞典」「角川漢和辞典」を刊行し、辞典分野に進出。翌1957年「高等学校国語 総合」を発刊し、教科書分野に進出。
1970年代に入って角川文庫を文芸路線から横溝正史を初めとする一般大衆向けに路線転換し、成功を収める。1975年に角川春樹が社長就任後、翌1976年には映画製作に進出。書籍を映画化しテレビコマーシャルを利用して大々的に販売するメディアミックス戦略を成功させ、日本映画界に角川映画旋風を巻き起こした。その後、映画製作関連して映像パッケージの製作や音楽著作権ビジネスにも進出した。
1980年代からは『ザテレビジョン』や『東京ウォーカー』などの情報誌の企画なども行う様になり、80年代後半には漫画雑誌やゲーム情報誌を多数創刊。1988年には角川スニーカー文庫を創刊し、後に関連会社（アスキー・メディアワークス・富士見書房）も含めてライトノベル市場の国内最大手となった。
2003年4月1日に持株会社制度に移行し、角川ホールディングス（2019年以降の社名はKADOKAWA Future Publishing）に社名変更して純粋持株会社となる一方、事業会社として新規に株式会社角川書店（二代目法人）を設立する。
角川書店（二代目法人）は事業再編の一環として分社化が進められ、2004年1月に映画製作を担当していたエンタテイメント部門を同グループ傘下の角川大映映画（現：角川映画）へ譲渡、翌2005年10月に富士見事業部を富士見書房（二代目法人）として分社化、2006年4月にはテレビ情報事業を角川ザテレビジョンに、ウォーカー事業部と広告事業部を角川クロスメディアに分社化。2007年には書籍事業部・アニメコミック事業部・カルチャーコンテンツ事業部を新設の株式会社角川書店（三代目法人）、雑誌事業部（CDでーた、DVDでーた、花時間）は角川マガジンズ（初代法人）、映画関連子会社は角川ヘラルド映画（現：角川映画）にそれぞれ分社化され、角川書店（二代目法人）は株式会社角川グループパブリッシングに商号変更した。
角川書店（三代目法人）は2011年1月に角川映画と合併し、同社の映画事業と映像ソフト事業を継承。2013年10月1日にKADOKAWA（現：KADOKAWA KEY-PROCESS）に吸収合併され、ブランドカンパニーとなる。2015年4月1日なKADOKAWAが社内カンパニー制を廃止し、「角川書店」は文芸書のブランド名の一つとなり、社名からは姿を消した。

## 沿革

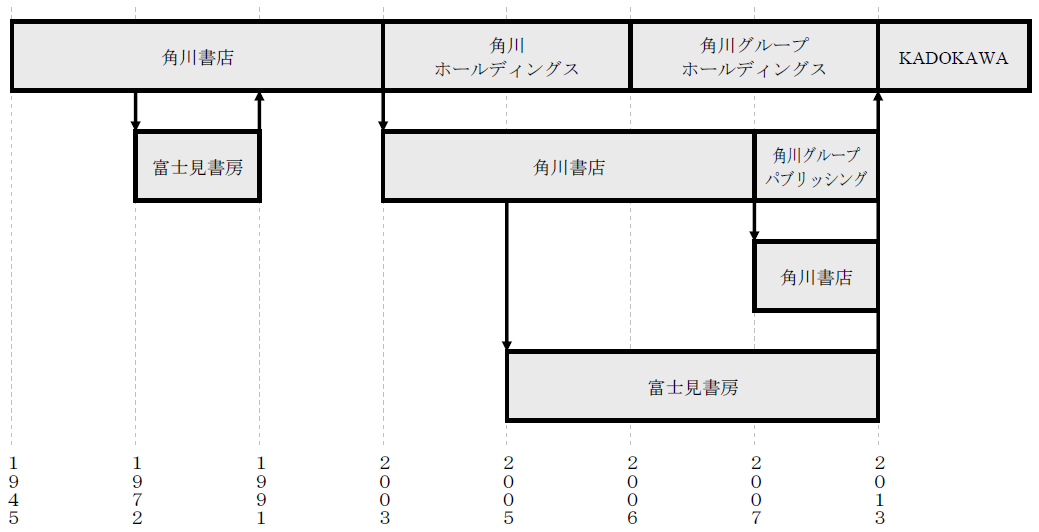
関連会社の統廃合図

### 角川書店
- 1945年（昭和20年）11月10日 - 角川源義が東京都板橋区小竹町の自宅応接間を事務所として角川書店を創立。出版第1号は佐藤佐太郎の「歌集歩道」。
- 1947年（昭和22年） - 事務所を千代田区代官町に移転。
- 1949年（昭和24年） - 『角川文庫』創刊。第1回配本はドストエフスキーの「罪と罰」。
- 1950年（昭和25年） - 事務所を千代田区富士見町に移転。
- 1952年（昭和27年）
  - 6月 - 雑誌「俳句」創刊。
  - 全60巻の『昭和文学全集』を発行。1巻あたり10万部を売り上げるベストセラーになり、新潮社の『現代世界文学全集』と共に戦後の文学全集ブームを牽引。
- 1954年（昭和29年）1月 - 雑誌「短歌」創刊。

### 株式会社角川書店（初代法人）
- 1954年（昭和29年）4月2日 - 株式会社角川書店に改組。資本金は385万円。本社は東京都千代田区富士見二丁目7番地。
- 1956年（昭和31年） - 4月に『角川国語辞典』、9月に『角川漢和辞典』をそれぞれ発刊し、辞典分野に進出。
- 1957年（昭和32年） - 高校教科書『国語』（総合）で教科書分野に進出。
- 1958年（昭和33年） - 文庫及び単行本の改装と在庫管理を目的として、東京都町田市に鶴川分室を設置。
- 1965年（昭和40年） - 角川春樹が入社。
- 1966年（昭和41年） - 角川歴彦が入社。
- 1967年（昭和42年）
  - 大阪府豊中市に大阪営業所を設置。
  - 朗読音声を収録したソノシート付きの『カラー版世界の詩集』を発刊。
- 1969年（昭和44年） - 福岡県福岡市博多区に九州営業所を設置。
- 1970年（昭和45年） - 映画「ある愛の詩」の原作小説『ラブ・ストーリィ』を発刊。
- 1971年（昭和46年）
  - 角川文庫から横溝正史作品を刊行。
  - エンターテインメント路線の開始。NHK番組の出版化した『日本史探訪』を発刊。
- 1972年（昭和47年） - 株式会社富士見書房を設立し、角川書店発刊の教科書の自習書の発刊・販売を開始。
- 1974年（昭和49年）
  - 文芸誌「野性時代」創刊。
  - 埼玉県入間郡三芳町に角川文庫流通センターを設置。
- 1975年（昭和50年） - 創業者で社長の角川源義が死去。編集局長の角川春樹が社長に就任。
- 1976年（昭和51年）
  - 角川春樹が株式会社角川春樹事務所を設立。
  - 角川文化振興財団を設立。
  - 角川映画第一作「犬神家の一族」公開。映画製作と出版を連携させ、角川映画ブームを起こす。
- 1977年（昭和52年） - 森村誠一「人間の証明」を映画化。
- 1979年（昭和54年） - 映画「悪魔が来りて笛を吹く」「蘇える金狼」「戦国自衛隊」他公開。
- 1981年（昭和56年） - 映画「ねらわれた学園」「悪霊島」「セーラー服と機関銃」他公開。
- 1982年（昭和57年） - テレビ情報誌『ザテレビジョン』創刊。
- 1983年（昭和58年）
  - 11月 - ゲームソフト情報誌『コンプティーク』創刊し、PCゲームや漫画などのマニア向けメディアミックスの足がかりとなる。
  - 角川アニメ映画第一弾「幻魔大戦」、映画「時をかける少女」「探偵物語」「里見八犬伝」を公開。
- 1984年（昭和59年）11月 - 本社を東京都新宿区揚場町4番地に移転。
- 1985年（昭和60年） 
  - アニメ情報誌『月刊ニュータイプ』を創刊。
  - 6月 - 少女漫画雑誌『月刊Asuka』を創刊して漫画雑誌に進出。
- 1987年（昭和61年） - 「ビデオでーた」（現：DVD&動画配信でーた）・「CDでーた」創刊。
- 1988年（昭和63年）
  - 本社を東京都文京区本郷五丁目24番5号に新築移転。
  - ライトノベル「角川スニーカー文庫」創刊。
- 1989年（平成元年）
  - 株式会社角川春樹事務所を吸収合併。
  - メディアミックス漫画雑誌『月刊コミックコンプ』を『コンプティーク』の増刊として創刊。
- 1990年（平成2年）3月 - 都市情報誌『東京ウォーカー』を創刊。
- 1991年（平成3年）
  - 株式会社富士見書房を吸収合併し、富士見事業部を設置。
  - 大型漢和辞典「角川大字源」発刊。
- 1992年（平成4年）
  - 株式会社角川興産を吸収合併。
  - 耽美・BL専門ライトノベル「角川ルビー文庫」創刊。
  - 9月 - 副社長の歴彦が辞任。
- 1993年（平成5年）
  - 3月 - 株式会社ザテレビジョン、株式会社角川春樹事務所（二代目法人）及び株式会社角川メディア・オフィスを吸収合併し、雑誌事業部（新宿区）、ソフト事業部（文京区）、雑誌編集部（千代田区）を設置。
  - 8月 - 大阪支社を大阪府大阪市西区に移転すると共に、関西支社に昇格。
  - 8月29日 - 社長の角川春樹がコカイン密輸などの容疑で千葉県警に逮捕される。
  - 9月 - 取締役会で角川春樹の社長辞任が了承され、専務の大洞國光が代表取締役社長に就任。歴彦が顧問として角川書店復帰。
  - 10月 - 臨時株主総会が開催され、歴彦が代表取締役社長に、佐野正利が代表取締役専務にそれぞれ就任。
- 1994年（平成6年）
  - 5月 - 「ASUKA CIEL」創刊。
  - 6月 - 「関西ウォーカー」創刊。
  - 10月 - 少年漫画雑誌「月刊少年エース」創刊。
  - 12月 - 株式会社角川書店流通センターを吸収合併。
- 1995年（平成7年）
  - 4月1日 - 本社を東京都千代田区富士見二丁目13番3号に新築移転。
  - 10月 - 「本の旅人」創刊。
  - 12月 - 愛知県名古屋市東区に東海支社を設置。
  - 株式会社ヘラルド・エースを傘下に収め、株式会社エースピクチャーズに社名変更。
- 1996年（平成8年）7月 - 「東海ウォーカー」創刊。
- 1997年（平成9年） - 新角川映画「失楽園」、「新世紀エヴァンゲリオン」が大ヒット。
  - 6月 - 「九州ウォーカー」創刊。
  - 11月 - 神奈川県横浜市中央区に横浜支社を設置。
- 1998年（平成10年）
  - 映画「リング」「らせん」が大ヒット。
  - 3月 - 「横浜ウォーカー」創刊。
  - 4月 - 子会社の住友商事子会社の株式会社アスミックと角川書店子会社の株式会社エースピクチャーズが合併し、アスミック・エース エンタテインメント株式会社が発足。
  - 11月 - 東京証券取引所市場第二部上場。
- 1999年（平成11年）
  - 4月 - 台湾国際角川書店股份有限公司（現：台湾角川股份有限公司）を設立。
  - 5月 - 東芝との合弁でテレビ番組の制作プロダクション「トスカドメイン」を設立。
  - 11月 - 株式会社キャラクター・アンド・アニメ・ドット・コムを設立。
  - 12月 - 株式会社角川インタラクティブ・メディアを設立。
- 2000年（平成12年）
  - 2月 - 株式会社ウォーカープラス・ドット・コムを設立。
  - 3月 - 北海道札幌市中央区に株式会社角川書店北海道を設立。
- 2001年（平成13年）
  - 西友から株式会社エス・エス・コミュニケーションズの株式を取得し、子会社化。
  - 少女小説「角川ビーンズ文庫」創刊。
  - ガンダムシリーズ専門誌「ガンダムエース」創刊。
- 2002年（平成14年）
  - 6月 - 歴彦が代表取締役会長兼CEOに、福田峰夫が代表取締役社長に、本間明生が代表取締役専務に就任。
  - 10月 - 株式交換により株式会社メディアワークスを子会社化。
  - 11月 - 新設子会社株式会社角川大映映画が大映株式会社から映画事業に関わる営業の全部を譲り受ける。
- 2003年（平成15年）4月1日 - 分社型新設分割により事業を株式会社角川書店（二代目法人）に継承させ、株式会社角川書店から株式会社角川ホールディングスに社名変更し、持株会社化。歴彦が代表取締役社長兼CEOに就任。
- 2004年（平成16年）
  - 3月18日 - 角川ホールディングスが株式会社メディアリーヴスの株式公開買い付けを行い、株式会社メディアリーヴスとその子会社の株式会社エンターブレイン及び株式会社アスキーを子会社化。
  - 3月 - 日本ヘラルド映画株式会社の株式を取得。
  - 4月 - 米国「ドリームワークス」と業務提携。
  - 9月 - 東京証券取引所市場第一部に移行。
- 2005年（平成17年）
  - 3月 - 日本ヘラルド映画株式会社とその子会社のヘラルド・エンタープライズ株式会社、グロービジョン株式会社、シネプレックス・アジア株式会社を影響力基準により子会社化。
  - 4月 - 歴彦が代表取締役会長兼CEOに、本間明生が代表取締役社長兼COOに就任。
  - 11月
    - 中国「インターコンチネンタルグループホールディングス」とその子会社10社を子会社化。
    - 韓国「CJエンターテイメント」と業務提携。
- 2006年（平成18年）
  - 2月 - 株式会社角川オーバーシーズを吸収合併。
  - 7月1日 - グループ一体の連結経営を強力に推進する責任が当社にあることをグループ内外に示す為、株式会社角川ホールディングスから株式会社角川グループホールディングス（角川GHD）に商号変更。
- 2007年（平成19年）1月 - 角川GHDの子会社株式会社角川・エス・エス・コミュニケーションズの管理事業を新設分割し、株式会社角川・エス・エス・コミュニケーションズと株式会社角川マガジンズ（初代）の持株会社「株式会社角川マガジングループ」を設立。
- 2008年（平成20年）4月1日 - 佐藤辰男が代表取締役社長兼COOに就任。
- 2009年（平成21年）4月 - 株式会社中経出版の株式を取得し子会社化。
- 2010年（平成22年）6月 - 歴彦が取締役会長に、佐藤辰男が代表取締役社長に就任。
- 2011年（平成23年）11月 - リクルートから株式会社メディアファクトリーの株式を取得し、子会社化。
- 2013年（平成25年）
  - 4月1日 - 株式会社角川グループパブリッシング（二代目角川書店）を吸収合併、事業会社となる[3]。代表取締役専務に井上伸一郎が就任。
  - 6月22日 - 株式会社角川グループホールディングスから株式会社KADOKAWAに商号変更[4]。
  - 10月1日 - 株式会社角川書店（三代目法人）、株式会社アスキー・メディアワークス（旧：メディアワークス）、株式会社角川マガジンズ（旧：角川マガジングループ）、株式会社メディアファクトリー（旧：リクルート出版）、株式会社エンターブレイン（旧：ベストロン映画）、株式会社中経出版、株式会社富士見書房、株式会社角川学芸出版（旧：飛鳥企画）、株式会社角川プロダクションを吸収合併。
- 2014年（平成26年）
  - 3月31日 - 新規ネットサービス運営事業を分割し株式会社Walker47を設立。
  - 4月1日 - 松原眞樹が代表取締役社長に就任。
- 2015年（平成27年）3月 - 株式会社Walker47を吸収合併。
- 2019年（平成31年 / 令和元年）
  - 4月1日 - 代表取締役副社長執行役員に井上伸一郎が就任。
  - 7月1日 - ビルディング・ブックセンターとKADOKAWA KEY-PROCESSの株式所有に関わる事業を除く全事業をカドカワ株式会社（株式会社KADOKAWA）に簡易吸収分割で承継させ、株式会社KADOKAWAから出版物の製造・物流子会社を束ねる中間持株会社「株式会社KADOKAWA Future Publishing」に商号変更。関谷幸一が代表取締役社長に就任。
- 2023年（令和5年）
  - 6月 - 村川忍が代表取締役社長に就任[5]。
  - 12月1日 - 株式会社KADOKAWA KEY-PROCESS（初代法人）を吸収合併。事業会社「株式会社KADOKAWA KEY-PROCESS（2代目法人）」に商号変更。

### 株式会社角川書店（2代目法人）
- 2003年（平成15年）
  - 4月1日 - 株式会社角川書店（初代法人）が、分社型新設分割により事業会社として株式会社角川書店（2代目法人）を設立。歴彦が代表取締役会長兼CEOに、福田が代表取締役社長に、本間が代表取締役専務にそれぞれ就任[6]。
  - 9月 - ストック型フリーペーパー「東京インデックス」創刊。
  - 11月 - 文芸誌「野性時代」新創刊。フロー型フリーマガジン「カドナビ」を名古屋及び福岡地区で創刊。
- 2004年（平成16年）1月 - エンタテインメント事業部を分割し、角川大映映画に譲渡。
- 2005年（平成17年）10月1日 - 富士見事業部の会社分割により株式会社富士見書房を設立。
- 2006年（平成18年）
  - 3月 - 井上泰一が代表取締役社長に就任。
  - 4月1日 - 角川書店（2代目法人）の人的新設分割により、ウォーカー事業部と広告事業部、株式会社ウォーカープラス及び株式会社角川書店北海道の株式を新設会社の「株式会社角川クロスメディア」に、また、テレビ情報事業（ザテレビジョン）と株式会社角川インタラクティブ・メディアの株式を新設会社の「株式会社角川ザテレビジョン」に承継。
  - 6月 - 井上伸一郎が代表取締役専務に就任。
- 2007年（平成19年）
  - 1月 - 角川書店（2代目法人）の会社分割により、出版事業部・カルチャーコンテンツ事業部を新設する「株式会社角川書店」（三代目法人）に、雑誌事業部を「株式会社角川マガジンズ」（初代法人）に、映像関連子会社とその管理を角川ヘラルド映画に、経営管理・統括部門を角川GHDにそれぞれ承継。株式会社角川書店（2代目法人）は、株式会社角川グループパブリッシングに商号変更し、角川グループ出版事業における営業・物流・販売・宣伝・生産を担う会社となる。
  - 3月 - 関谷幸一が代表取締役社長に就任。
- 2012年（平成24年）7月1日 - 子会社・角川出版販売株式会社を吸収合併。角川シネプレックス株式会社を子会社化[7]。
- 2013年（平成25年）
  - 3月26日 - 子会社・角川シネプレックス株式会社をユナイテッド・エンターテインメント・ホールディングス株式会社に売却[8]。
  - 4月1日 - 株式会社角川グループホールディングスに吸収合併され解散[3]。

### 株式会社角川書店（3代目法人）
- 2007年（平成19年）1月 - 株式会社角川書店（2代目法人）の出版事業部及びカルチャー・コンテンツ事業部を会社分割により、小説・コミックのストーリーコンテンツ及び映像ソフト・書籍・ムック・雑誌を含むカルチャーコンテンツを中心とした専門出版社として株式会社角川書店（三代目法人）を設立[10]。井上伸一郎が代表取締役社長に就任。
- 2008年（平成20年）4月 - 角川書店のクロスメディア事業関係会社である株式会社角川デジックス、株式会社角川ジェイコム・メディア、株式会社キッズネットの管理に係る事業に関する権利義務を株式会社角川マーケティングに譲渡[11]。
- 2011年（平成23年）
  - 1月 - 角川映画株式会社を吸収合併。「角川映画」の名称は映像事業のブランドとして存続する[12]。椎名保が代表取締役専務に就任。
  - 4月1日 - 角川書店他グループ各社の家庭用ゲームパブリッシング事業を角川ゲームスに統合。
  - 6月13日 - 本社を角川第3本社ビルに移転。これに先立つ形で同年5月30日に管理局及び紀尾井町オフィス（旧：角川映画本社）が同所に移転しており、本社の統合が完了。
  - 11月 - ニコニコ動画と連携し、ニコニコ動画会員に向けて提供されるWEB漫画誌「ニコニコエース」創刊[13]。
- 2012年（平成24年）
  - 5月 - NTTドコモと共同でスマートフォン向けアニメ配信事業を行う合弁会社、株式会社ドコモ・アニメストアを設立。
  - 7月 - 子会社・角川シネプレックス株式会社の管理事業を株式会社角川グループパブリッシングに譲渡[7]。
- 2013年（平成25年）
  - 3月 - 角川シネプレックス株式会社がユナイテッド・エンターテインメント・ホールディングス傘下になるのに伴い、角川シネマ新宿、角川シネマ有楽町が角川書店直営に移行する。
  - 4月 - スタジオ事業部門を会社分割により新設した株式会社角川大映スタジオに継承。
  - 10月1日 - 株式会社KADOKAWAに吸収合併され解散[4]。

### 株式会社KADOKAWA 角川書店
- 2013年（平成25年）10月1日 - KADOKAWAに吸収合併され、ブランドカンパニーとなった[9]。
- 2015年（平成27年）4月1日 - KADOKAWAが社内カンパニー制を廃止し、「角川書店」は組織名からは姿を消す[14]。
- 2021年（令和3年）8月17日 - KADOKAWAオフィシャルサイト内の角川書店のブランドページが閉鎖[15]。

## 出版物

### 雑誌
- 小説 野性時代（毎月12日発売）※電子雑誌
- 月刊少年エース（毎月26日発売）
- ヤングエース（毎月4日発売）
- 月刊ガンダムエース（毎月26日発売）
- 月刊ニュータイプ（毎月10日発売）
- コンプティーク（毎月10日発売）
- 月刊コンプエース（毎月26日発売）
- ASUKA（奇数月24日発売）
- エメラルド（年3回発売）
- CIEL（シエル）※電子雑誌

#### かつて発行・発売していた雑誌
- 四季[16]
- 表現[17]
- 俳句（1952年 - ）※角川学芸出版に譲渡。
- 短歌（1954年 - ）※角川学芸出版に譲渡。
- 国語科通信[18]
- 社会科通信[19]
- 野性時代（1974年 - 1996年）※同名の2003年に新創刊したムックがある。
- バラエティ（1977年 - 1986年[20]）
- ザテレビジョン（1982年 - ）※角川ザテレビジョンに譲渡。
- 月刊カドカワ（1983年 - 1998年[21]）
- 小説王[22][23]
- マル勝ファミコン→マル勝スーパーファミコン→マル勝ゲーム少年
- TV cosmos[24]
- Wheelie[25] ※バイク雑誌
- ビデオでーた→ビデオ&DVDでーた→DVD&ビデオでーた→DVDでーた ※角川マガジンズ（初代法人）に譲渡
- CDでーた ※角川マガジンズ（初代法人）に譲渡
- 月刊コミックコンプ（1988年 - 1994年）
- Peach[26]
- マル勝PCエンジン
- 東京ウォーカー（1990年 - ）※角川クロスメディアに譲渡。
- ヤングロゼ（1990年 - 1997年[27]）
- コンプRPG ※コンプティーク増刊
- ミステリーDX（1992年 - 2003年[28]）
- 歴史ロマンDX ※ミステリーDX増刊
- マル勝メガドライブ ※増刊誌
- パズル王国[29]
- Chou Chou（シュシュ）（1993年 - 2009年[30]）※角川クロスメディアに譲渡。
- ザ・スニーカー（1993年 - 2011年[31]）
- 関西ウォーカー（1994年 - ）※角川クロスメディアに譲渡。
- Game Walker（1994年 - 2000年[32]）
- ASUKA CIEL→CIEL（シエル）（1994年 - 2016年）
- 月刊ASUKAファンタジーDX→ふぁんデラ
- 小説あすか ※月刊あすか増刊
- 月刊ザテレビジョン（1995年 - ）※角川ザテレビジョンに譲渡。
- 本の旅人（1995年 - 2019年）
- マンスリーウォーカー（1995年 - 1996年[33]）
- コミックニュータイプ ※ニュータイプ別冊
- 東海ウォーカー（1996年 - ）※角川クロスメディアに譲渡。
- MEN'S WALKER（1996年 - 2000年[34]）
- 九州ウォーカー（1997年 - ）※角川クロスメディアに譲渡。
- 怪（1997年 - 2018年）※ムック
- 横浜ウォーカー（1998年 - ）※角川クロスメディアに譲渡。
- 関西ウォーカーChou Chou→月刊シュシュ関西 ※角川クロスメディアに譲渡。
- feature（1998年 - 2000年[35]）
- ザ・ホラー（1998年 - 2000年[36]）
- 花時間 ※同朋舎から取得。角川マガジンズ（初代法人）に譲渡。
- 月刊エースネクスト（1999年 - 2000年）
- ミセスザテレビジョン しってる？【全国版、首都圏版、関西版、中部版】（1999年 - 2002年）
- marie claire（1999年 - 2003年[37]）
- KADOKAWAミステリ（1999年 - 2003年）※ムック
- 千葉ウォーカー（1999年 - 2009年）※角川クロスメディアに譲渡。
- 神戸ウォーカー（2000年 - 2008年）※角川クロスメディアに譲渡。
- Sports yeah!（2000年 - 2006年[38]）
- サイトでーた（2000年 - 2002年）
- Newtype.com（2000年 - 2002年[39]）
- ライコスマガジン（2000年 - 2001年）
- Newtype THE LIVE 特撮ニュータイプ（2001年 - 2013年[40]）
- BSザテレビジョン（2001年 - 2002年）
- 少女帝国（2001年[41]）
- 月刊東京ウォーカーTHE Tag（2001年）
- BS&CSザテレビジョン（2002年 - 2006年）[42] ※角川ザテレビジョンに譲渡。
- CIEL Tre Tre（シエル トレ・トレ）※ASUKA CIEL増刊
- 特撮エース ※特撮ニュータイプ増刊
- エース特濃 ※少年エース増刊
- ファミリーウォーカー【東京、関西、東海、九州】※各ウォーカーの増刊、角川クロスメディアに譲渡。
- 大人のウォーカー【東京[43]、関西、東海、九州】（2004年 - 2009年）※角川クロスメディアに譲渡。
- Rimina（ルミーナ）（2004年 - 2006年[44]）※シュシュ増刊、角川クロスメディアに譲渡。
- 大人のウォーカー ※角川クロスメディアに譲渡。
- ケロロランド ※少年エース、ケロケロエース増刊
- .hack//: The World ※増刊誌
- .hack//G.U.: The World ※増刊誌
- ニュータイプ・ロマンス ※ニュータイプ増刊
- コンプH's ※コンプティーク増刊
- コミックチャージ（2007年 - 2009年[45]）
- エースアサルト ※少年エース増刊
- ケロケロエース（2007年 - 2013年[46]）
- コミック怪 ※コミックス扱い
- テイルズ オブ マガジン ※コンプエース増刊
- 娘TYPE（2009年 - 2017年）
- マクロスエース（2009年 - 2011年）※ガンダムエース増刊
- 4コマnanoエース（2011年 - 2013年）※少年エース増刊
- ニュータイプエース（2011年 - 2013年[47]）
- アルティマエース ※ヤングエース増刊
- サムライエース ※ヤングエース増刊
- 幽 ※メディアファクトリーから移管[48]、移管後はムック。

### 書籍
- 飛鳥新書（廃刊）
- 角川文庫
- 角川ソフィア文庫
- 角川ホラー文庫
- 角川スニーカー文庫
  - 角川スニーカーG文庫（休刊）
- 角川ビーンズ文庫
- 角川ルビー文庫
- 角川ティーンズルビー文庫（休刊）
- 角川mini文庫（休刊）
- ザテレビジョン文庫（休刊）
- カドカワノベルズ（休刊）
- カドカワ・エンタテインメント（休刊）
- カドカワ銀のさじシリーズ
- 角川つばさ文庫
- 角川選書
- 角川叢書（休刊）
- 角川oneテーマ21（下記に移行）
  - 角川新書
- 角川EpuB選書
- ヤマトコミックススペシャル（休刊）
- あすかコミックス
  - あすかコミックスDX
  - あすかコミックスCL-DX
- ニュータイプ100%コミックス
- ドラゴンコミックス（休刊）
- コンプコミックス（休刊）
- YOUNG ROSE COMIC（休刊）
- カドカワコミックス・ドラゴンJr.（休刊）
- カドカワコミックス・エース
- ザ・ホラーコミックス（休刊）
- カドカワチャージコミックス（休刊）
- ケロケロエースコミックス（休刊）

### 電子書籍
- 小説屋sari-sari（休刊）

### 教科書
- 高等学校国語一総合
- 高等学校国語二総合
- 高等学校国語三総合
- 高等学校総合国語1
- 高等学校総合国語2
- 高等学校精選国語1
- 高等学校精選国語2
- 高等学校国語1
- 高等学校国語2
- 高等学校新国語1
- 高等学校新国語2
- 高校生の国語1
- 高校生の国語2
- 高等学校現代国語一
- 高等学校現代国語二
- 高等学校現代国語三
- 高等学校現代語
- 高等学校国語表現
- 高等学校現代文
- 高校生の現代文
- 高等学校古典総合一
- 高等学校古典総合二
- 高等学校古典総合三
- 高等学校古典1
- 高等学校古典2
- 古典講読 （源氏物語・大鏡）
- 古典講読 徒然草・枕草子・評論
- 高等学校古典一
- 高等学校古典二
- 高等学校古典三
- 高等学校古典乙1古文1
- 高等学校古典乙1古文2
- 高等学校古典乙2古文
- 日本古典文学
- 高等学校古文一
- 高等学校古文二
- 枕草子抄
- 源氏物語抄 夕霧の君
- 徒然草抄
- 芭蕉
- 古典文学選 つれづれ草・枕草子・源氏物語
- 古典文学選 更級日記・源氏物語・大鏡
- 高等学校漢文一
- 高等学校漢文二
- 高等学校漢文三
- 漢文 詩と文
- 唐詩 論語 史記抄
- 書法
- 高等学校倫理・社会
- 高等学校政治・経済

### 辞典・辞書
- 角川古語大辞典（中村幸彦・岡見正雄・阪倉篤義 編）
- 角川国語大辞典
- 角川書道大字典
- 角川大字源
- 角川国語辞典
- 角川漢和辞典
- 角川古語辞典
- 角川字源
- 角川新字源
- 角川漢和中辞典（貝塚茂樹ほか編）
- 角川新国語辞典（山田俊雄・吉川泰雄 編）
- 角川日本地名大辞典

## 映像事業
映画ブランド「角川映画」とアニメブランド「角川アニメ」を有している。また、「角川映画」が立ち上げた劇場アニメ配給レーベル「角川ANIMATION」がある。
1976年に角川春樹事務所（現・KADOKAWA）が『犬神家の一族』で映画製作に参入し、映画ブランド「角川映画」を創設。1983年に「角川アニメ」映画第一弾『幻魔大戦』が公開、以降角川はアニメ製作を行うことになる。1984年に東映ビデオと提携して「角川ビデオ（KADOKAWA VIDEO）」レーベルでVHS『少年ケニヤ』を発売し、映像パッケージ製作に参入した。その後、出版ルートでのパッケージ販売を開始し、1988年にはVHS「角川アニメ」世界名作劇場総集編シリーズを販売している。2002年11月大映の営業権を取得し、映像IPと撮影スタジオを継承。2003年にアニメは「角川アニメ（KADOKAWA Anime）」レーベルへ移行。2004年に角川エンタテインメント（現・KADOKAWA）が設立され角川グループ内で映像パッケージ販売（セル・レンタル）を担うようになった。2005年3月日本ヘラルド映画を子会社化し、洋画配給・映画興行業・日本語版制作事業を取得。2011年11月メディアファクトリーを子会社化し、メディアファクトリーの映像事業が角川グループに加わる。
2018年現在KADOKAWAは、旧角川書店（4997766）、旧角川エンタテインメント（458219484）、旧日本ヘラルド映画（4988132）、旧大映（4988111）、旧エンターブレイン（4541993）、旧メディアファクトリー（4935228）のGS1事業者コードを保有しており、映像ソフトでは、旧大映、旧メディアファクトリー、旧エンターブレインのGS1事業者コードを使用している。
2009年1月31日付の産経新聞オンライン版では、角川グループホールディングスが著作権を有するアニメの違法アップロードは、YouTubeに限り作品によっては「公認バッジ」を与え、広告を動画に入れる事を条件に認めるとし、原則的に広告収入はYouTubeを経営する米グーグルと角川で分配し、優秀なMAD作品に対しては広告収入の一部を動画作成者に還元すると報道された。尚、これらの前提条件として示された物は「対象のアニメ作品に愛情が感じられる事」であった。 しかし、2011年10月12日付のJ-CASTニュースによると角川は、Shareにて角川アニメを違法に共有していた人物を告訴したが、その理由として「アニメなどの本編映像を使用する事を許可している訳では無く、MAD映像程度のものだけを許可している」と言った旨を角川書店法務部のコメントとして紹介した。

### 角川アニメ作品一覧
KADOKAWA（旧・角川書店、旧・角川映画、旧・角川春樹事務所）の製作で、角川ビデオ（KADOKAWA VIDEO）レーベル、角川アニメ（KADOKAWA Anime）レーベルまたはKADOKAWA（旧・角川書店、旧・角川映画、旧・角川エンタテインメント）からパッケージリリース・配給されたアニメ作品を挙げる。KADOKAWA（旧・メディアファクトリー）製作作品は、メディアファクトリー#アニメを参照。
1983年
- 幻魔大戦

1984年
- 少年ケニヤ

1985年
- カムイの剣
- ボビーに首ったけ

1986年
- 時空の旅人
- 火の鳥 鳳凰編

1987年
- 迷宮物語（劇場版）
- 火の鳥・ヤマト編
- 火の鳥・宇宙編

1988年
- 妖精王
- ザナドゥ ドラゴンスレイヤー伝説
- チョーク色のピープル（OVA）

1989年
- 宇宙皇子（劇場版+OVA）
- ファイブスター物語（劇場版）

1990年
- ロードス島戦記（OVAシリーズ）
- 江口寿史のなんとかなるでショ!（OVA）

1991年
- サイレントメビウス（劇場版2作）
- アルスラーン戦記（劇場版2作+OVAシリーズ）
- 魔獣戦士ルナ・ヴァルガー（OVA）
- 魍魎戦記MADARA（OVA）

1992年
- 風の大陸（劇場版）
- イース 天空の神殿（OVA）

1993年
- フォーチュン・クエスト 世にも幸せな冒険者たち（OVA）

1995年
- 不思議の国の美幸ちゃん（OVA）
- ユンカース・カム・ヒア（劇場版）
- スレイヤーズ（劇場版5作+OVAシリーズ）
- レジェンド・オブ・クリスタニア（劇場版+OVA）

1996年
- 劇場版 天地無用! in LOVE（劇場版3作）
- X（劇場版+TVシリーズ）
- MAZE☆爆熱時空（OVA+劇場版）

1997年
- B'T-X NEO

1998年
- 機動戦艦ナデシコ -The prince of darkness-

2000年
- 映画おじゃる丸 約束の夏 おじゃるとせみら
- 六門天外モンコレナイト 伝説のファイアドラゴン
- ゲートキーパーズ（TV+OVAシリーズ）

2001年
- メトロポリス（劇場版）
- サクラ大戦 活動写真

2002年
- こすぷれCOMPLEX
- キディ・グレイド（TV+劇場版）
- フルメタル・パニック!（4シリーズ）

2003年
- スクラップド・プリンセス
- クロノクルセイド
- D・N・ANGEL
- まぶらほ

2004年
- 今日からマ王!（3シリーズ+OVA）
- 忘却の旋律
- GIRLSブラボー（2シリーズ）

2005年
- トリニティ・ブラッド
- SHUFFLE!（2シリーズ）
- Canvas2 〜虹色のスケッチ〜
- かりん

2006年
- 超劇場版ケロロ軍曹シリーズ（5作品）
- ザ・サード 〜蒼い瞳の少女〜
- 涼宮ハルヒの憂鬱（2シリーズ+劇場版）
- 機神咆吼デモンベイン
- 時をかける少女
- N・H・Kにようこそ!
- 護くんに女神の祝福を!

2007年
- らき☆すた
- 風の聖痕
- ムシウタ
- ご愁傷さま二ノ宮くん
- レンタルマギカ

2008年
- H2O -FOOTPRINTS IN THE SAND-
- 純情ロマンチカ（3シリーズ）
- 我が家のお稲荷さま。
- ストライクウィッチーズ（3シリーズ+劇場版+OVAシリーズ）
- 喰霊-零-

2009年
- 鋼殻のレギオス
- 涼宮ハルヒちゃんの憂鬱
- にょろーん ちゅるやさん
- シャングリ・ラ
- キディ・ガーランド
- こばと。
- 生徒会の一存（2シリーズ）
- そらのおとしもの（2シリーズ+劇場2作）

2010年
- おまもりひまり
- 裏切りは僕の名前を知っている
- 心霊探偵 八雲
- パンティ&ストッキングwithガーターベルト
- FORTUNE ARTERIAL 赤い約束

2011年
- GOSICK -ゴシック-
- これはゾンビですか?（2シリーズ）
- STEINS;GATE（2シリーズ+劇場版）
- 世界一初恋（2シリーズ）
- デッドマン・ワンダーランド
- 日常
- R-15
- いつか天魔の黒ウサギ
- ダンタリアンの書架
- ツインエンジェルシリーズ（2シリーズ）
- マケン姫っ!（2シリーズ）
- 未来日記

2012年
- ももへの手紙 ※レンタル版
- 図書館戦争 革命のつばさ
- 花の詩女 ゴティックメード ※配給
- Another
- うぽって!!
- 氷菓
- えびてん 公立海老栖川高校天悶部
- 一発必中!! デバンダー（OVA）

2013年
- サカサマのパテマ
- 問題児たちが異世界から来るそうですよ?
- デート・ア・ライブ（5シリーズ+劇場版+OVAシリーズ）
- RDG レッドデータガール
- 宮河家の空腹
- Fate/kaleid liner プリズマ☆イリヤ（4シリーズ+劇場2作）
- ブラッドラッド
- 俺の脳内選択肢が、学園ラブコメを全力で邪魔している
- 勇者になれなかった俺はしぶしぶ就職を決意しました。

2014年
- いなり、こんこん、恋いろは。
- 棺姫のチャイカ（2シリーズ）
- 風雲維新ダイ☆ショーグン
- 東京ESP
- LOVE STAGE!!
- 甘城ブリリアントパーク

2015年
- ISUCA
- 艦隊これくしょん -艦これ-（TV+劇場版）
- 新妹魔王の契約者（2シリーズ+OVA）
- 長門有希ちゃんの消失
- トリアージX
- 空戦魔導士候補生の教官
- 櫻子さんの足下には死体が埋まっている
- 対魔導学園35試験小隊

2016年
- 紅殻のパンドラ
- この素晴らしい世界に祝福を!（3シリーズ+劇場版）
- ハルチカ〜ハルタとチカは青春する〜
- SUPER LOVERS（2シリーズ）
- ビッグオーダー
- 文豪ストレイドッグス（5シリーズ+劇場版）
- planetarian 〜ちいさなほしのゆめ〜（Web+劇場版）
- 魔装学園H×H
- アンジュ・ヴィエルジュ
- ブレイブウィッチーズ
- イナズマデリバリー

2017年
- けものフレンズ
- CHAOS;CHILD
- カブキブ!
- サクラダリセット
- 終末なにしてますか? 忙しいですか? 救ってもらっていいですか?
- 武装少女マキャヴェリズム
- はじめてのギャル
- バチカン奇跡調査官
- きみの声をとどけたい
- つうかあ
- 僕の彼女がマジメ過ぎるしょびっちな件

2018年
- BEATLESS
- スターシップ・トゥルーパーズ レッドプラネット
- Butlers〜千年百年物語〜
- 殺戮の天使
- アンゴルモア 元寇合戦記
- ちおちゃんの通学路
- ロード オブ ヴァーミリオン 紅蓮の王
- 俺が好きなのは妹だけど妹じゃない
- RErideD-刻越えのデリダ-

2019年
- 盾の勇者の成り上がり（4シリーズ）
- バーチャルさんはみている
- けものフレンズ2
- 真夜中のオカルト公務員
- 賢者の孫
- 異世界チート魔術師
- 可愛ければ変態でも好きになってくれますか?
- ナカノヒトゲノム【実況中】
- 旗揚!けものみち
- アフリカのサラリーマン
- 厨病激発ボーイ

2020年
- ID：INVADED イド：インヴェイデッド
- プランダラ
- ARP Backstage Pass
- 痛いのは嫌なので防御力に極振りしたいと思います。（2シリーズ）
- 天晴爛漫!
- 宇崎ちゃんは遊びたい!（2シリーズ）
- ラピスリライツ 〜この世界のアイドルは魔法が使える〜
- キミと僕の最後の戦場、あるいは世界が始まる聖戦（2シリーズ）
- ひぐらしのなく頃に業
- まえせつ!

2021年
- 蜘蛛ですが、なにか?
- 聖女の魔力は万能です（2シリーズ）
- 戦闘員、派遣します!
- 宇宙なんちゃら こてつくん
- スーパーカブ
- ひぐらしのなく頃に卒
- 探偵はもう、死んでいる。（2シリーズ）
- 迷宮ブラックカンパニー
- 女神寮の寮母くん。

2022年
- リアデイルの大地にて
- 佐々木と宮野（TV+劇場版）
- 賢者の弟子を名乗る賢者
- 殺し愛
- 史上最強の大魔王、村人Aに転生する
- であいもん
- カッコウの許嫁（2シリーズ）
- 連盟空軍航空魔法音楽隊ルミナスウィッチーズ
- 異世界薬局
- ヤマノススメ Next Summit
- 夫婦以上、恋人未満。
- 「艦これ」いつかあの海で

2023年
- シュガーアップル・フェアリーテイル（2シリーズ）
- 久保さんは僕を許さない
- アリス・ギア・アイギス Expansion
- 神無き世界のカミサマ活動
- この素晴らしい世界に爆焔を！
- 【推しの子】（2シリーズ）
- Lv1魔王とワンルーム勇者
- わたしの幸せな結婚（2シリーズ）
- GAMERA -Rebirth-
- オーバーテイク!
- 鴨乃橋ロンの禁断推理（2シリーズ）
- 経験済みなキミと、経験ゼロなオレが、お付き合いする話。

2024年
- 魔法少女にあこがれて（2シリーズ）
- 佐々木とピーちゃん（2シリーズ）
- 愚かな天使は悪魔と踊る
- 外科医エリーゼ
- 神は遊戯に飢えている。
- Unnamed Memory（2シリーズ）
- 時々ボソッとロシア語でデレる隣のアーリャさん（2シリーズ）
- 義妹生活
- 真夜中ぱんチ
- 歴史に残る悪女になるぞ
- 魔法使いになれなかった女の子の話

2025年
- メダリスト（2シリーズ）
- アラフォー男の異世界通販
- 履いてください、鷹峰さん
- ゴリラの神から加護された令嬢は王立騎士団で可愛がられる
- 忍者と殺し屋のふたりぐらし
- クレバテス-魔獣の王と赤子と屍の勇者-
- 神椿市建設中。
- ゲーセン少女と異文化交流
- 光が死んだ夏

### その他製作参加作品
1987年
- 新歌舞伎町ストーリー 花のあすか組!

1990年
- 花のあすか組!2 ロンリーキャッツ・バトルロイヤル
- 天外魔境 自来也おぼろ変 ※角川メディア・オフィス製作

1991年
- 老人Z ※株式会社ザテレビジョン製作

1993年
- Coo 遠い海から来たクー

1997年
- 魔法学園ルナ 青い竜の秘密すっぽこ魔法作戦
- 新世紀エヴァンゲリオン劇場版 シト新生
- 新世紀エヴァンゲリオン劇場版 Air/まごころを、君に

2001年
- Di Gi Charat 星の旅
- 短編 あずまんが大王 THE ANIMATION

2002年
- パルムの樹

2012年
- 劇場版 BLOOD-C The Last Dark
- おおかみこどもの雨と雪

2013年
- キルラキル

## 映画興行

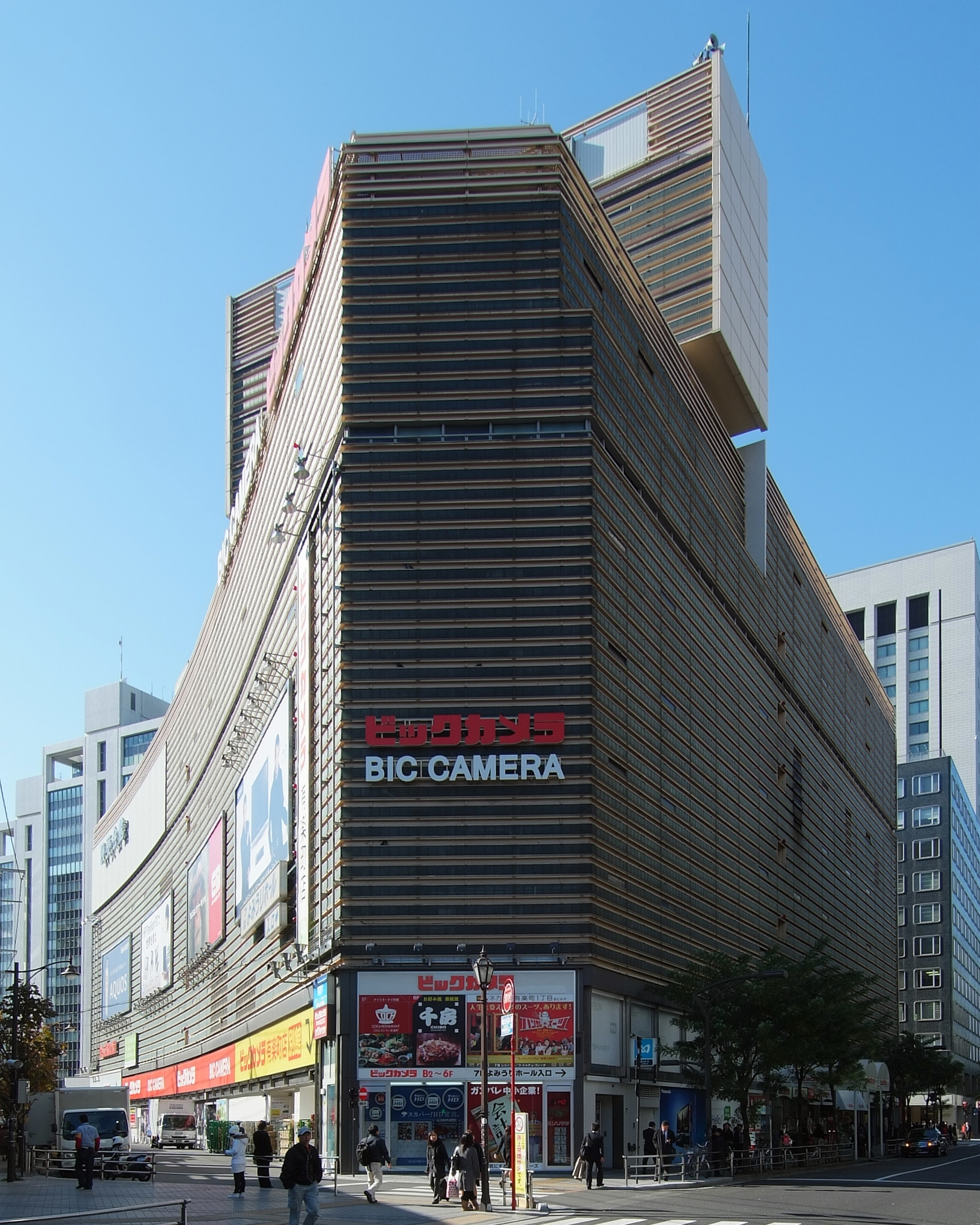
角川シネマ有楽町がある読売会館

2013年3月29日、子会社であった角川シネプレックスが、ユナイテッド・エンターテインメント・ホールディングスに譲渡されたため、角川シネマは角川書店直営となった。
- 角川シネマ有楽町（東京都千代田区有楽町、読売会館内）<1スクリーン、257席>

旧「シネカノン有楽町1丁目」の跡地に2011年2月19日オープン。全席指定・各回入替制を導入している。
- EJアニメシアター新宿（東京都新宿区、新宿文化ビル内）

旧「新宿文化シネマ」の跡地に2006年12月9日「新宿ガーデンシネマ」としてオープン。2008年6月14日に「角川シネマ新宿」に改称。
2018年7月、アニメ専門シアターへとリニューアルすると同時に現館名に改称。スクリーン2を廃止し1スクリーン化したが、わずか5年後の2023年8月24日を持って営業終了。跡地は同年11月16日よりキノフィルムズに譲渡され「kino cinéma 新宿」となった。

## ゲームソフト
パソコンゲーム、特にアダルトゲームを家庭用ゲーム機用にして発売しているものが多い。2003年に新ブランド「WellMADE」を設立したが、現在は角川書店本体に吸収されている。2009年、ホビボックスとの共同ブランド「角川書店×HOBIBOX」（カドカワホビボックス）を設立。2011年4月に家庭用ゲームパブリッシング事業は角川ゲームスに統合されており、以後企画・制作を角川書店が、販売を角川ゲームスが手がけるという体制になっている。1997年にはESPに出資し合同で設立したが、2002年以降は買収され現在は他社と合併している。

### スーパーファミコン
- 妖怪バスター ルカの大冒険
- ロードス島戦記

### Wii
- 涼宮ハルヒの激動

### ゲームボーイカラー
- 六門天外モンコレナイトGB

### ゲームボーイアドバンス
- カエルBバック

### ニンテンドーDS
- らき☆すた 萌えドリル
- 真・らき☆すた 萌えドリル 〜旅立ち〜
- Really? Really! リアリアDS
- 生徒会の一存 -DSする生徒会-
- ストライクウィッチーズ2 いやす・なおす・ぷにぷにする
- そらのおとしもの フォルテ ドリーミーシーズン

### ニンテンドー3DS
- ハイスクールD×D
- Fate/kaleid liner プリズマ☆イリヤ

### セガサターン
- LUNAR シルバースターストーリー
- LUNAR シルバースターストーリー MPEG版
- スレイヤーズろいやる
- 魔法学園ルナ
- LUNAR2 ETERNAL BLUE
- スレイヤーズろいやる2

### ドリームキャスト
- 機動戦艦ナデシコ NADESICO THE MISSION
- リング
- ロードス島戦記 邪神降臨

### PlayStation
- 東京ダンジョン
- スレイヤーズろいやる
- LUNAR SILVER STAR STORY
- スレイヤーズろいやる2
- モンスターコレクション 仮面の魔道士
- ゲートキーパーズ
- LUNAR2 ETERNAL BLUE
- ロマンスは剣の輝きII〜銀の虹をさがして〜

### PlayStation 2
2000年
- 魔術士オーフェン

2001年
- 空戦
- 暴れん坊プリンセス
- ひっぱリンダ

2002年
- ビルバク

2003年
- D.C.P.S. 〜ダ・カーポ〜 プラスシチュエーション

2004年
- 空戦II
- らいむいろ戦奇譚☆純
- 機神咆吼デモンベイン

2005年
- GIRLSブラボー R15
- Natural2 -DUO- 桜色の季節
- キャッスルファンタジア エレンシア戦記 プラスストーリーズ
- Maple Colors〜決戦は学園祭!〜
- 戦闘国家-改- NEW OPERATIONS
- SHUFFLE! ON THE STAGE
- D.C. Four Seasons 〜ダ・カーポ〜 フォーシーズンズ

2006年
- FRAGMENTS BLUE（フラグメンツ・ブルー）
- Canvas2 〜虹色のスケッチ〜
- EVE new generation

2007年
- 少年陰陽師 翼よいま、天へ還れ
- Fate/stay night [Realta Nua]
- 召喚少女 〜ElementalGirl Calling〜

2008年
- らき☆すた 〜陵桜学園 桜藤祭〜
- D.C.II P.S. 〜ダ・カーポII〜 プラスシチュエーション
- 咎狗の血 True Blood
- H2O プラス
- Real Rode
- スカーレット 〜日常の境界線〜

2009年
- 桃華月憚 -光風の陵王-
- SweetHoneyComing

2010年
- 裏切りは僕の名前を知っている -黄昏に堕ちた祈り-

WellMADEブランド作品
- グリーングリーン 〜鐘ノ音ダイナミック〜
- グリーングリーン 〜鐘ノ音ロマンティック〜
- とらかぷっ! だーっしゅ!!
- おしえて! ぽぽたん
- 少女義経伝

### PlayStation Portable
- パズル-ぼくらの48時間戦争-
- 未来日記-13人目の日記所有者-
- 伝説の勇者の伝説 -LEGENDARY SAGA-
- らき☆すた ネットアイドル・マイスター
- 夜明け前より瑠璃色な PORTABLE
- burst error -EVE The 1st.-
- そらのおとしもの ドキドキサマーバケーション
- ひまわり -Pebble in the Sky- Portable（角川書店×HOBIBOX）
- リアルロデ PORTABLE
- ナルキッソス〜もしも明日があるなら〜 Portable（角川書店×HOBIBOX）
- D.C.I&II P.S.P.〜ダ・カーポ I&II〜プラスシチュエーション ポータブル
- らき☆すた 〜陵桜学園 桜藤祭〜Portable
- 祝福のカンパネラ Portable
- 涼宮ハルヒちゃんの麻雀
- 咎狗の血 True Blood Portable
- 日常 (宇宙人)
- STEINS;GATE
- R-15 ぽーたぶる
- いつか天魔の黒ウサギ ポータブル
- 生徒会の一存 Lv.2 PORTABLE

### その他
ワンダースワン
- リング∞

Xbox
- WWE RAW

iPhone/iPod touch
- THE DAY OF SAGITTARIUS III for iPhone
- 鉄道パーク

## 過去の販売業務提携
- アシェットフィリパッキジャパン→アシェット婦人画報社 - 1997年から2001年12月まで角川書店に販売業務を委託。
- 同朋舎 - 1998年から2002年まで角川書店に販売業務を委託。花の雑誌「花時間」は同社から取得。
- メディアワークス - 1999年1月から角川書店に販売業務を委託。
- 主婦の友社 - 1999年5月から2002年3月まで角川書店に販売業務を委託。
- ローカス (出版社)

## 角川書店とゆかりのある会社
以下の各社は角川書店の元社員が独立して設立した企業に過ぎないため、角川グループとの資本関係はない。
- 角川春樹事務所 - 元社長角川春樹によって設立された出版社。春樹が社長になっている。
- 幻戯書房 - 角川源義の娘で作家の辺見じゅんが設立した小規模の出版社。角川春樹事務所と連携し、文芸本を手がける。
- 幻冬舎 - 1993年に、角川書店の有力編集者であった見城徹、小玉圭太、石原正康、舘野晴彦、米原一穂、斉藤順一が同社を退社して設立した。
- ティー・オーエンタテインメント - 社員であった本田武市と柴田維が独立し設立。

角川書店・幻冬舎・角川春樹事務所の間を転職していく編集者もいる。
- 世界ウルルン滞在記 - 1996年4月から1997年3月までのスポンサー。

## メディアワークス問題（お家騒動）
1992年9月、当時の社長・角川春樹の下で副社長を務めていた春樹の実弟・角川歴彦が、春樹との路線対立から春樹により辞任させられ、同年10月株式会社メディアワークスを設立。これに伴い歴彦が社長を務めていた角川メディアオフィスの従業員も大挙して退社、メディアワークスに移籍するという分裂状態が発生した。

## 不祥事
1949年7月26日角川源義と不倫関係とだった角川書店事務員の中井照子が角川源義と間に生まれた男児を籍のことから悩み絞め殺したことが、同年7月28日朝日新聞ほかより報じられた。
1993年2月に、取締役国際部長兼社長室長を務めていた角川春樹の長男による角川書店社員へのホモセクハラ疑惑が週刊文春より報じられ、長男は降格のちに退職。
1993年7月角川書店写真室係長が成田空港にてコカイン密輸の現行犯で逮捕され、8月11日角川書店関連会社役員が逮捕、同月12日ロサンゼルスにあるKADOKAWA PRODUCTIONS U.S. INCを、同月26日角川書店本社を家宅捜索し角川書店労働組合が社長・角川春樹の解任要求、同月27日に本人を除く角川書店役員全員が角川春樹の社長解任要求、同月28日に角川春樹がコカイン密輸容疑で逮捕される。9月2日開催の取締役会で角川春樹の社長辞任が承認され、後任に大洞國光が社長に就任。同月6日に角川書店発行高校教科書「国語 I 」収録の「無人警察」をめぐり筒井康隆が断筆を宣言。同月15日に歴彦が顧問として復帰。同月24日森村誠一と松原治らが、角川書店の将来を考える会を発足。10月19日開催の臨時株主総会を経て歴彦がメディアワークスの社長を兼務する形で角川書店社長に就任。最終的にはメディアワークスを角川書店の子会社化することで決着を見た。